# Preston Kilwien
Preston Alexander Kilwien Yee (Lubbock, Texas, Estados Unidos, 25 de noviembre de 1996) es un futbolista estadounidense que juega como defensa central. Actualmente se encuentra sin club.

## Trayectoria

### New York Red Bulls II
Kilwien se mantuvo durante una prueba de 2 semanas, con el que tuvo un contrato profesional con New York Red Bulls II el 8 de marzo de 2019.  Hizo su debut profesional el 13 de abril de 2019 en una victoria por 2-1 contra Charlotte Independence. En su primera experiencia obtuvo 24 partidos disputados. 
En la temporada 2019-20, Kilwien tuvo 12 partidos disputados, ofreciendo su primera anotación dado el 13 de agosto de 2020 contra Loudoun United FC al minuto 79, siendo esta una derrota en el marcador 1-2.

### Pittsburgh Riverhounds
El 21 de enero de 2021, fue fichado por el Pittsburgh Riverhounds.

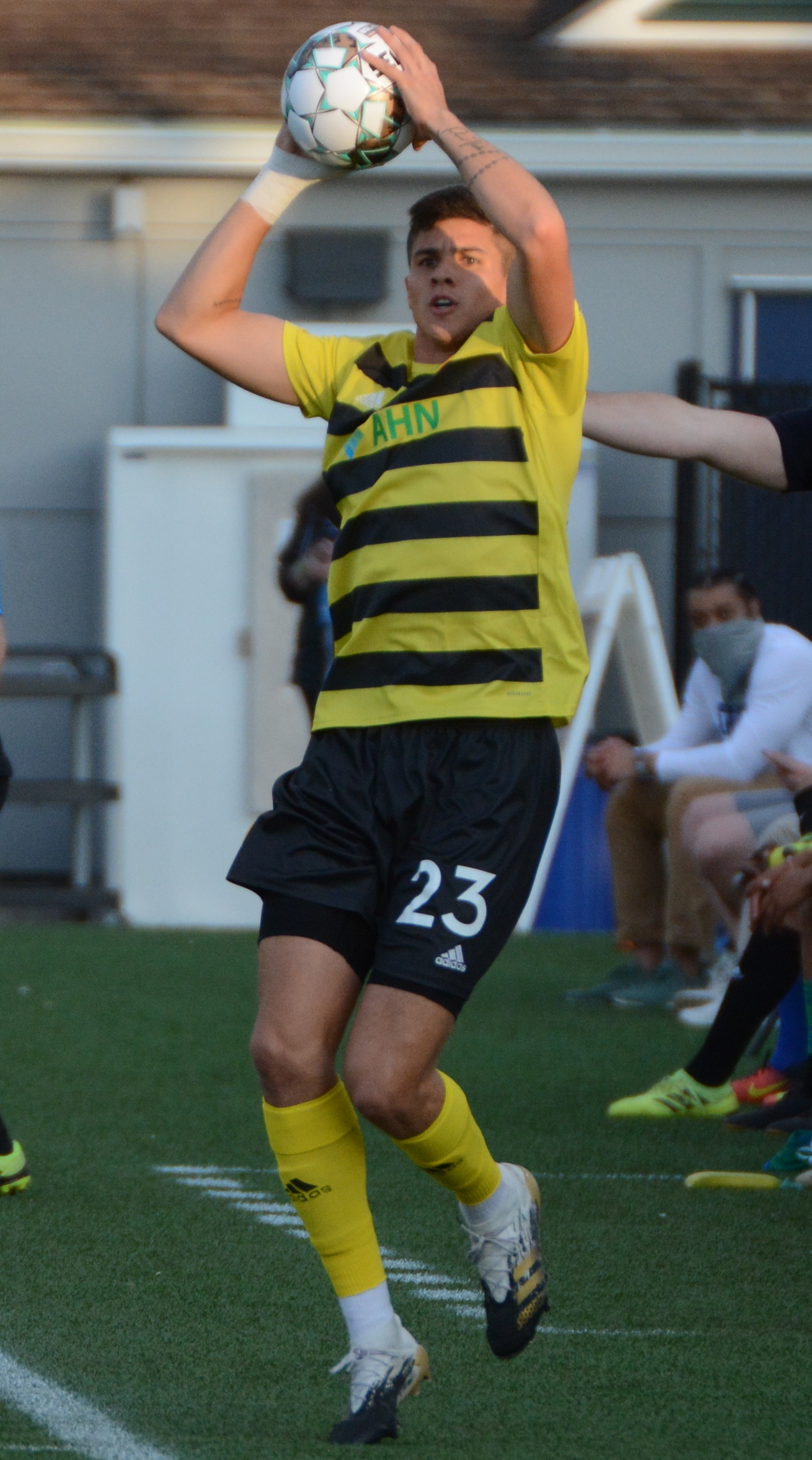

En el que obtuvo una participación destacada, disputando 30 de 32 partidos, sumando 2,014 minutos.

### Charleston Battery
El 31 de diciembre de 2021, fue fichado por el Charleston Battery. Debutó con la banda de capitán en la primera fecha del USL Championship contra FC Tulsa en el que disputó 90 minutos en la victoria 1-0. Seguidamente repitió su titularidad después de cinco partidos con la banda de capitán. 
El 22 de noviembre de 2022, el Charleston Battery anunció la salida de Kilwien.

### South Georgia Tormenta F. C.
El 23 de enero de 2023, se unió al South Georgia Tormenta FC por un contrato de dos años. El 17 de marzo debutó con el club ante el North Carolina F. C. en el que disputó la totalidad de minutos en la victoria 0-1.

## Estadísticas

### Clubes
Actualizado al último partido jugado el 26 de octubre de 2024.
| Club                                  | Div.          | Temporada     | Liga  | Liga  | Liga   | Copas nacionales | Copas nacionales | Copas nacionales | Copas internacionales | Copas internacionales | Copas internacionales | Total | Total | Total  |
| Club                                  | Div.          | Temporada     | Part. | Goles | Asist. | Part.            | Goles            | Asist.           | Part.                 | Goles                 | Asist.                | Part. | Goles | Asist. |
| ------------------------------------- | ------------- | ------------- | ----- | ----- | ------ | ---------------- | ---------------- | ---------------- | --------------------- | --------------------- | --------------------- | ----- | ----- | ------ |
| N. Y. Red Bulls II Estados Unidos     |               |               |       |       |        |                  |                  |                  |                       |                       |                       |       |       |        |
| 2.ª                                   | 2019          | 24            | 0     | 0     | —      | —                | —                | —                | —                     | —                     | 24                    | 0     | 0     |        |
| 2.ª                                   | 2020          | 12            | 1     | 0     | —      | —                | —                | —                | —                     | —                     | 12                    | 1     | 0     |        |
| Total club                            | Total club    | 36            | 1     | 0     | 0      | 0                | 0                | 0                | 0                     | 0                     | 36                    | 1     | 0     |        |
| Pittsburgh Riverhounds Estados Unidos |               |               |       |       |        |                  |                  |                  |                       |                       |                       |       |       |        |
| 2.ª                                   | 2021          | 30            | 0     | 0     | —      | —                | —                | —                | —                     | —                     | 30                    | 0     | 0     |        |
| Total club                            | Total club    | 30            | 0     | 0     | 0      | 0                | 0                | 0                | 0                     | 0                     | 30                    | 0     | 0     |        |
| Charleston Battery Estados Unidos     |               |               |       |       |        |                  |                  |                  |                       |                       |                       |       |       |        |
| 2.ª                                   | 2022          | 28            | 0     | 0     | —      | —                | —                | —                | —                     | —                     | 28                    | 0     | 0     |        |
| Total club                            | Total club    | 28            | 0     | 0     | 0      | 0                | 0                | 0                | 0                     | 0                     | 28                    | 0     | 0     |        |
| Tormenta F. C. Estados Unidos         |               |               |       |       |        |                  |                  |                  |                       |                       |                       |       |       |        |
| 3.ª                                   | 2023          | 28            | 0     | 2     | 2      | 0                | 0                | —                | —                     | —                     | 30                    | 0     | 2     |        |
| 3.ª                                   | 2024          | 22            | 0     | 2     | 11     | 0                | 0                | —                | —                     | —                     | 33                    | 0     | 2     |        |
| Total club                            | Total club    | 50            | 0     | 4     | 13     | 0                | 0                | 0                | 0                     | 0                     | 63                    | 0     | 4     |        |
| Total carrera                         | Total carrera | Total carrera | 144   | 1     | 4      | 13               | 0                | 0                | 0                     | 0                     | 0                     | 157   | 1     | 4      |
| 1. Fuente:Transfermarkt               |               |               |       |       |        |                  |                  |                  |                       |                       |                       |       |       |        |